# 3486 Fulchignoni
A 3486 Fulchignoni (ideiglenes jelöléssel 1984 CR) a Naprendszer kisbolygóövében található aszteroida. Edward L. G. Bowell fedezte fel 1984. február 5-én.